# Benkara forrestii
Benkara forrestii là một loài thực vật có hoa trong họ Thiến thảo. Loài này được (J.Anthony) Ridsdale mô tả khoa học đầu tiên năm 2008.